# Eugène Demarçay
Eugène-Anatole Demarçay (París, 1 de enero de 1852-París, 5 de marzo de 1903) fue un químico francés, especialista en estudios de espectroscopia. Estudió con Jean-Baptiste Dumas pero no ocupó puesto de trabajo en ninguna universidad sino que la mayor parte de su vida trabajó en un laboratorio propio e independiente. Durante un experimento, una explosión le hizo perder la vista en uno de sus ojos.

## Biografía
No concluyó sus estudios universitarios de química en la École polytechnique de París y, en su lugar, inició un largo viaje por varios países de África y Asia. A su regreso en 1876 trabaja en el laboratorio de Auguste André Thomas Cahours en la École polytechnique hasta su desgraciado accidente en 1881. En esos breves años comienza a trabajar en química orgánica para más tarde dirigir su atención a la química organometálica y a la química inorgánica.
Construye su laboratorio propio donde realiza estudios de espectroscopia, para la que poseía unas notables cualidades. El estudio de las tierras raras fue uno de sus principales áreas de trabajo, lo que le llevaría a aislar el europio.

## Aislamiento del europio
En 1896, sospechó que las muestras de un elemento recién descubierto, samario, estaban contaminadas con un elemento desconocido y así pudo aislar un nuevo elemento químico, el europio, en 1901. En 1898, utilizó sus habilidades como espectroscopista para ayudar a Marie Curie a confirmar que había descubierto el elemento radio.

## Publicaciones

### Libros
- Spectres électriques. Atlas ; Eugène Demarçay ; París : Gauthier-Villars, 1895. OCLC 54317437
- Sur les acides tétrique et oxytétrique et leurs homologues ; Eugène Demarçay ; París : Gauthier-Villars, 1880. OCLC 25644291

### Artículos
- Sur un nouvel élément contenu dans les terres rares voisines du samarium. Comptes rendus, 122:728-730, 1896.
- Sur le spectre d'une substance radio-active. Comptes rendus, 127:1218, 1898.
- Sur le spectre du radium. Comptes rendus, 129:716-717, 1899.
- Sur un nouveau mode de fractionnement de quelques terres rares. Comptes rendus, 130:1019-1022, 1900.
- Sur le spectre du radium. Comptes rendus, 131:258-259, 1900.
- Sur un nouveau élément, l'europium. Comptes rendus, 132:1484-1486, 1901.